# 威廉·钱德勒·罗伯茨-奥斯汀
威廉·钱德勒·罗伯茨-奥斯汀（William Chandler Roberts-Austen，1843年3月3日—1902年11月22日）是一名冶金学家，以其在金属及合金的物理属性的研究而闻名。奥氏体为纪念他而命名。

## 生平
罗伯茨-奥斯汀在1843年3月3日出生于英国萨里郡肯宁顿，原名威廉·钱德勒·罗伯茨。1861年至1865年在皇家矿业学校学习。毕业后进入铸币厂做熟练技工的助手，随后进入皇家铸币厂做药剂师。1880年在皇家矿业学校担任冶金教授。1882年至1902年在皇家铸币厂担任药剂师和化验师。他发展了分析合金成分的程序而且发明了一种自动记录高温计用于记录炉内和熔融物的温度变化。使他成为了在铸币技术方面的世界权威。他的研究工作有很多实际和工业应用。
他在1875年6月被推选为英国皇家学会会员，并于1896年发表了贝克尔演讲。
1896年获得巴斯三等勋章并于1899年被授予巴斯爵级司令勋章。他亦获得过法国荣誉军团勋章骑士勋位。
他在皇家铸币厂自己的住宅内去世，并被安葬在肯特郡坎特伯雷市圣马丁教堂墓地。